# Mononobe no Me
Mononobe no Me (japanisch 物部目) war ein hochrangiger Höfling des Tennō Yūryaku aus der mächtigen Sippe der Mononobe, die am Yamato-Hof für militärische und polizeiliche Aufgaben verantwortlich war.
Sein Vater war Ikofutsu (物部伊莒弗), sein Sohn Arayama (物部荒山) und sein Enkel Okoshi (物部尾輿).
Nach dem Nihongi wurde er anlässlich der Thronbesteigung des Kaisers Yūryaku im Jahr 456 zum Ōmuraji ernannt. Der Kaiser hatte einst eine Affäre mit seiner Palastdienerin (uneme) Ominagimi, und als Me die Ähnlichkeit von deren Tochter mit Yūryaku auffiel, ermahnte er den Kaiser sie zur Konkubine zu erheben und beider Tochter zur kaiserlichen Prinzessin Kasuga no Ōiratsume. Ōiratsume wurde später Frau von Kaiser Ninken.
469 wurde Me mit dem Fall Hatane no mikoto (歯田根命) beauftragt, der eine Affäre mit der kaiserlichen Dienerin Yamanobe no Koshimako (山辺小嶋子) hatte. Als Hatane sich nach seiner Strafzahlung dann mit seiner Tat brüstete, entzog ihm Yūryaku schließlich das Dorf Nagano bei Eka-no-ichi in der Provinz Kawachi und übertrug es Me.
474 wurde er zusammen mit Mononobe no Ushiro no Sukune (物部菟代宿禰) entsandt, um Asake no Iratsuko (朝日郎) zu unterwerfen, der die Provinz Ise unsicher machte. Als sich tagelang keiner traute, ihn wegen seiner Fertigkeit mit dem Bogen anzugreifen, nahm Me sein Schwert in die Hand, gab Mononobe no Ōonote (物部大斧手) als Deckung einen Schild und erschlug mit dessen Hilfe Iratsuko. Aufgrund der Feigheit Ushiros wurde diesem sein Landbesitz Inabe (猪名部) in Ise entzogen und Me übereignet.